# Kent Bernard
Kent Bernard (Kent Bede Bernard; * 27. Mai 1942 in Port of Spain; † 19. Februar 2025) war ein Sprinter aus Trinidad und Tobago. 
Bernard wurde in der Öffentlichkeit bekannt, als er die Victor Ludorum Games an der Belmont Intermediate School in den Jahren 1959 und 1960 gewann. Danach wurde er Mitglied der Burnley Athletics School unter Trainer Georges Clarkes. Von Trinidad erhielt er ein Stipendium für die Michigan State University. Er vertrat seine Universität mit solch einem Erfolg, dass er für die Olympiamannschaft von Trinidad und Tobago gewählt wurde. Mit dieser Mannschaft gewann er bei den Olympischen Sommerspielen 1964 in Tokio die Bronzemedaille in der 4-mal-400-Meter-Staffel zusammen mit seinen Teamkollegen Edwin Skinner, Edwin Roberts und Wendell Mottley, hinter den Teams aus den Vereinigten Staaten (Gold) und dem Vereinigten Königreich (Silber).
1966 gewann er bei den British Empire and Commonwealth Games in Kingston die Silbermedaille im 440-Yards-Lauf, hinter seinem Landsmann Mottley (Gold) und vor dem Kanadier Don Domansky, sowie die Goldmedaille im 4-mal-440-Yards-Staffellauf. Bei den British Commonwealth Games 1970 in Edinburgh gewann er Silber in der 4-mal-400-Meter-Staffel.